# Межсезонье (альбом 25/17)
Межсезонье — мини-альбом группы «25/17», выпущенный в сентябре 2011 года. В записи приняли участие несколько приглашённых музыкантов: Дмитрий Ревякин, Карандаш, D-Man 55, MC 1.8, Саграда и Миша Маваши

## Список композиций
| №   | Название                                    | Длительность |
| --- | ------------------------------------------- | ------------ |
| 1.  | «Межсезонье»                                | 2:45         |
| 2.  | «D-Man 55 (Скит)»                           | 0:08         |
| 3.  | «Жизнь продолжается» (при участии D-Man 55) | 3:44         |
| 4.  | «Карандаш (Скит)»                           | 0:18         |
| 5.  | «Стена» (при участии Карандаш, МС 1.8)      | 3:43         |
| 6.  | «Саграда (Скит)»                            | 0:07         |
| 7.  | «Восток» (при участии Саграда (Соль Земли)) | 3:10         |
| 8.  | «Дмитрий Ревякин (Скит)»                    | 0:10         |
| 9.  | «Корабль» (при участии Дмитрия Ревякина)    | 3:44         |
| 10. | «Лёд 9 (Скит)»                              | 0:18         |

В «Межсезонье» вошло пять композиций, между которыми приглашённые музыканты рассказывают о своих планах на будущее и следующих релизах (указано под номерами 2, 4, 6, 8, 10).

## Печатное издание
Печатное издание включает в себя пять треков и один бонус-трек. Песни были пересведены и перемастерены, также были убраны скиты. Издание выходит ограниченным тиражом.
| №  | Название                                               | Длительность |
| -- | ------------------------------------------------------ | ------------ |
| 1. | «Межсезонье»                                           | 2:45         |
| 2. | «Жизнь продолжается» (при участии D-Man 55)            | 3:44         |
| 3. | «Стена» (при участии Карандаш, МС 1.8)                 | 3:43         |
| 4. | «Восток» (при участии Саграда (Соль Земли))            | 3:10         |
| 5. | «Корабль» (при участии Дмитрий Ревякин (Калинов мост)) | 3:44         |
| 6. | «Моя крепость» (при участии Миша Маваши)               | 2:58         |